# Oospila depressa
Oospila depressa är en fjärilsart som beskrevs av W. Warren 1905. Oospila depressa ingår i släktet Oospila och familjen mätare. Inga underarter finns listade i Catalogue of Life.